# Lenguas drávidas surcentrales
Las lenguas drávidas surcentrales o lenguas telugu-konda-gondi son una rama propuesta para las lenguas dravídicas formadas por el gondi, el konda, el kui y el telugu.

## Comparación léxica
Los numerales en diferentes lenguas drávidas surcentrales:
| GLOSA | Gondi    | Gondi         | Gondi       | Konda-kui   | Konda-kui     | Konda-kui | Konda-kui | Konda-kui | Telugu  | PROTO- DRAV. SURCENT. | PROTO- DRAVÍDICO |
| GLOSA | Septent. | Maria dandami | Madia abujh | Konda- Dora | Koya          | Kui       | Kuvi      | Pengo     | Telugu  | PROTO- DRAV. SURCENT. | PROTO- DRAVÍDICO |
| ----- | -------- | ------------- | ----------- | ----------- | ------------- | --------- | --------- | --------- | ------- | --------------------- | ---------------- |
| '1'   | undi     | oɳɖ           | ʊnd̪ɪ        | uɳdri       | oroʈu / okati | ro        | roɳɖi     | rond͡ʒe-   | okaʈi   | *oɳɖi                 | *oru-~ *ōr-      |
| '2'   | ranɖi    | reːɳɖ         | rɛnɖ        | ruɳɖi       | reɳɖu / roɳɖu | riː       | riɳɖi     | rinɖ-     | reɳɖu   | *iruɳɖi               | *iru-~ *īr-      |
| '3'   | munɖu    | muːɳɖ         | muːnɖ       | muːɳɖri     | muːɳɖu        | muñji     | (tiːni-)  | (tin)     | muːɖu   | *mūɳɖi                | *muv-~ *mū-      |
| '4'   | naːluŋg  | nalu          | naːlʊŋ      | nalgi       | naːlu         | naːlgi    | (saːri-)  | (t͡ʃaːri)  | naːlugu | *nāl-                 | *nāl             |
| '5'   | səyuŋg   | eyŋg          | ʔɛjʊŋ       | aydu        | aːyɖu / eyŋg  | singi     | (paːso-)  | (pãːt͡ʃ)   | aidu    | *(s)ayuŋg             | *cayN-           |
| '6'   | saruŋ    | aru           | ʔaːrʊŋ      | aːru        | aːru          | sajgi     | soːi-     | (t͡ʃoː)    | aːru    | *(s)āru               | *caŗu-~ *cāŗ-    |
| '7'   | yeɖuŋ    | (sat̪)         | ʔeːɽʊŋ      | eːɖu        | eːɖu          | odgi      | (sato-)   | (saːt)    | eːɖu    | *ēɽu-                 | *er̤u-            |
| '8'   | (aʈʰ)    | (aʈ)          | (aːʈ)       | enimidi     | ennimidi      | (aːʈo)    | (aʈʰo-)   | (aːʈ)     | enimidi | *ennimidi             | *eţţu~ *eņ-      |
| '9'   | unna     | (nʌv)         | (nɘv)       | tomidi      | tommidi       | (noː)     | (no-)     | (nov)     | tommidi | *tommidi              | *oṉ-pak-tu       |
| '10'  | pəd      | (d̪ʌs)         | (d̪ɘʔa)      | padi        | padi          | (doːso)   | (daso-)   | (dasa)    | padi    | *padi                 | *pak-tu          |

Las formas entre paréntesis son préstamos indoiranios.